# Забаштанський Володимир Омелянович
Володи́мир Омеля́нович Забашта́нський (5 жовтня 1940 , Браїлів, Вінницька область  — 2 грудня 2001 , Київ ) — український поет, перекладач, лауреат Шевченківської премії (1986).

## Біографія
Народився 5 жовтня 1940 року в селі (тепер селище міського типу) Браїлів Жмеринського району Вінницької області в робітничій сім'ї. Закінчив сім класів школи і вступив до ремісничого училища в місті Макіївка Донецької області. Після закінчення училища в 1957 році працював на будівництві, кочегаром в котельній цукрового заводу.
В 1958 році стався нещасний випадок, внаслідок якого В. О. Забаштанський втратив зір і руки. Після дворічного лікування в Київському інституті травматології і ортопедії закінчив вечірню школу робітничої молоді, здобувши повну середню освіту. В 1969 році з відзнакою закінчив філологічний факультет Київського державного університету імені Т. Г. Шевченка.
Член Спілки письменників СРСР з 1967 року. З 1968 по 1993 роки очолював Республіканську літературну школу-студію «Кобза».
Помер 2 грудня 2001 року. Похований у Києві на Лісовому кладовищі.

## Літературна діяльність
Перші вірші написав ще в шкільні роки.
Друкуватись в періодичних виданнях розпочав з 1961 року.

### Основні видання творів
- Наказ каменярів: лірика. — К.: Рад. письменник, 1967. — 55 с.
- Моя вузькоколійка: поезії. — К.: Молодь, 1973. — 88 с.
- Гранітні каплі: вибране. — К.: Дніпро, 1975. — 135 с.
- Вага слова: поезії. — К.: Молодь, 1981. — 110 с.
- Запах далини: поезії. — К.: Дніпро, 1982. — 171 с.
- Треба стояти: поезії. — К.: Рад. письменник, 1986. — 101 с.
- Мужністю завдячую тобі: вибране. — К.: Молодь, 1988. — 246 с.
- Древо роду: поезії. — К. : Дніпро, 1990. — 397 с.
- Вереснева земля: поезії. — К.: Укр. письменник, 1994. — 84 с.
- Найкревніша рідня: поезії. — К.: Укр. письменник, 1999. — 92 с.
- Свічечкою слова / В. Забаштанський. — Жмеринка ; [Вінниця], 2000. — 447 с.
- Браїлівські балади: балади. — К.: Укр. письменник, 2000. — 125 с.
- Перепустка до зони Чорнобиль: поетич. антол. — [2-ге вид., допов.] — К. : ЮГ, 2006. — 175 с.
- Езопові байки: [для мол. та серед, шк. віку] / [пер. з новогрец. В. Забаштанський та А. Чердаклі ; упорядкув. та передм. А. Чердаклі]. — К. : Школа, 2008. — 126 с.
- Українське слово: хрестоматія укр. л-ри та літ. критики XX століття: у 4 кн. — К., 1995. — Кн. 4. — С. 564—566.
- Вірші / В. Забаштанський // Вечір. Київ. — 1993. — 18 берез.
- Вірші/ В. Забаштанський // Дивослово. — 1994. — № 7. — С. 52—53.
- Доброта і людяність: [до 70-річчя з дня народження письменника Є. Кравченка] / В. Забаштанський // Дніпро. — 1977. — № 12. — С. 135—137.
- «Є загадка любові, є і загадка таланту» / В. Забаштанський / інтерв'ю взяла С. Божко // Робітн. газ. — 1991. — 19 груд.
- Вера в человека: стихи; пер. Ю. Денисова. — М. : Мол. гвардия, 1974. — 32 с.
- Надо выстоять: стихи; пер. Ю. Денисова. — М. : Совет. писатель, 1990. — 144 с.

В 1986 році за збірку поезій «Запах далини» удостоєний Державної премії УРСР імені Тараса Шевченка .
Крім написання власних поетичних творів займався перекладацькою діяльністю. Переклав українською «Езопові байки», документальну повість для дітей «Біла борозна» А. Іванова, повісті В. Астаф'єва «Кража» і «Десь гримить війна». Здійснював переклади з інших мов колишнього СРСР, зокрема:
- З російської — поезії М. Ісаковського, Р. Рождественського, М. Дудіна.
- З білоруської — роман «Неруш» В. Козька, поезію Р. Бородуліна, Г. Буравкіна, П. Панченка, Н. Гілевича.
- З туркменської — книгу романів і повістей Т. Джумагельдієва «Земля пам'ятає все».
- З осетинської — збірку поезій Н. Джусойти «Пісні в два голоси».

Крім того, здійснював переклади з болгарської, азербайджанської, татарської, грузинської та інших літератур.

## Нагороди
- Орден «Знак Пошани»
- Орден «За мужність»
- Почесна грамота Президії Верховної Ради УРСР
- Державна Премія УРСР імені Тараса Шевченка (1986)
- Літературна премія ЛКСМУ імені Миколи Островського (1974)
- Всеукраїнська літературно-мистецька премія імені Євгена Гуцала (2000)
- Літературна премія імені Володимира Свідзінського (2001)

## Вшанування пам'яті
- 19 жовтня 2008 року відкритий Літературно-меморіальний музей В. О. Забаштанського у Браїлові
- Браїлівська школа І-ІІІ ст. носить ім'я В. О. Забаштанського
- Сквер ім. В. Забаштанського у Браїлові
- 30 травня 2014 у Вінниці з'явилася вулиця Забаштанського[2]
- У 2017 рішенням сесії Браїлівської селищної ради було започатковано премію імені Володимира Забаштанського[3]
- 5 жовтня 2017 на подвір'ї Браїлівської школи, в якій він колись навчався, яка сьогодні носить його ім'я та в стінах якої знаходиться літературно-меморіальний музей його імені, було споруджено та урочисто відкрито пам'ятник.[4]
- 18 лютого 2020 року на факультеті філології й журналістики Вінницького державного педагогічного університету імені Михайла Коцюбинського відбулася презентація книги «Він бачив світ. Спогади про Володимира Забаштанського».[5]